# Ширали, Виктор Гейдарович
Виктор Гейдарович Ширали (настоящая фамилия Ширализаде (по отцу), хотя некоторое время носил фамилию матери Лазарев; 7 мая 1945, Ленинград — 19 февраля 2018, Санкт-Петербург) — российский поэт.

## Биография
Родился в мае 1945 года и назван в честь победы в Великой Отечественной войне и в честь деда, умершего от голода в блокаду. Тогда же крещён в Спасо-Преображенском соборе. Со слов самого Ширали, его отец Гейдар Гассанович Шир-Али-заде, родом из иранского Азербайджана, родился в 1916 году и работал фармацевтом; отец, по словам поэта, писал стихи на тюркском. Мать, Мария Викторовна Лазарева, родилась в 1925 г. в крестьянской семье из Псковской губернии. Отец с матерью познакомились во время войны, под Ленинградом, где отец воевал. Они разошлись в 1955 г.
Окончив школу в 1963 году, Ширали работал электромонтажником, радиомонтажником, агентом по снабжению, администратором танцевального павильона, библиотекарем, сторожем на лодочной станции, в 1968 г. недолгое время заведовал музеем композитора Римского-Корсакова в Псковской области. Учился во Всесоюзном институте кинематографии на сценарном факультете с 1972 г.
Начал писать стихи в 1962 году. В 1960-е Ширали был членом литературного объединения при Ленинградской организации Союза писателей СССР, которое вели сначала Глеб Семёнов, а затем Наталья Грудинина. Кроме того, он входил в группу поэтов, собиравшуюся вокруг Татьяны Гнедич в Царском Селе (среди них были Константин Кузьминский, Борис Куприянов, Юрий Алексеев, Виктор Кривулин, Пётр Чейгин и другие заметные в дальнейшем фигуры ленинградского поэтического андеграунда).
В 1968 г. плюсская районная газета «Светлый путь» опубликовала поэмы Ширали «Путешествие 13 декабря» и «Полёт». В 1968 г. стихи Ширали вышли в альманахе «День поэзии». Уже в 1969 году Ширали был рекомендован в Союз писателей СССР Радием Погодиным с книжкой детских рассказов (книга в итоге так и не была издана). В 1979 году выпустил первую книгу стихов «Сад», которая сильно пострадала от цензуры. После этого был повторно рекомендован в Союз писателей Андреем Вознесенским, Робертом Рождественским и Олжасом Сулейменовым, но принят не был из-за сопротивления членов секции поэзии Ленинградского отделения. В 1984 году был доведен до попытки самоубийства местной милицией, угрожавшей привлечь поэта к суду за тунеядство (см. В. Ширали. "Женщины и другие путешествия". СПб., 2006, с. 86).
Ширали был среди наиболее ярких фигур неофициальной ленинградской культуры, связанной с кафе «Сайгон».

Поэт Елена Игнатова пишет об этом так: 
"Было время популярности Виктора Ширали, на его выступления собиралась уйма народу, и стихи были хороши, и читал он их замечательно. В отличие от большинства из нас, Виктор нигде не служил, вел жизнь свободного поэта и много времени проводил в кафе «Сайгон», где его окружали поклонницы. Он казался баловнем судьбы /.../ дружил с Андреем Вознесенским, и, наконец, в издательстве «Советский писатель» вышла его книга «Сад». /.../ <Но> после редакторской обработки его обкорнанные, искалеченные стихи были неузнаваемы. В Союзе писателей это дало повод говорить: «Вот они, непризнанные, о которых столько толкуют», не нашел он сочувствия и среди собратьев по «второй литературной действительности». Между тем, Виктор Ширали оказал заметное влияние на ряд молодых поэтов нашего круга".  Архивная копия от 26 февраля 2018 на Wayback Machine
Среди слушателей и читателей стихов Ширали были молодые Борис Гребенщиков и Майк Науменко (см. серию фотографий Бориса Кудрякова 72-74 гг. с чтения Ширали https://www.facebook.com/photo.php?fbid=1533064253438348&set=pcb.1533067133438060&type=3&theater). В 1980-е годы стихи Ширали распространялись в самиздате, в частности, публиковались в журнале «Часы». Известный искусствовед Ю. В. Новиков публикует в «Часах» первый этюд-исследование о стихах Ширали. Выходили стихи Ширали и за границей, в том числе и в переводах на английский и французский языки. Он являлся членом «Клуба-81», объединявшего неофициальных литераторов Ленинграда. Только в 1989 г. поэт смог выпустить вторую книжку стихов «Любитель» и тогда был принят в Союз писателей. Двухтомник «Сопротивление» (1992) стал первым сборником стихов поэта, включавший произведения, которые не могли быть изданы в СССР. Следующий сборник стихов «Долгий плач Виктора Гейдаровича Ширали по Ларисе Олеговне Кузнецовой и прочие имперские страсти» (1999) вышел после самоубийства возлюбленной поэта.
Последние двадцать лет жизни Ширали страдал тяжким недугом, но, несмотря на это, поддерживаемый матерью, Марией Викторовной, и женой, Галиной Московченко, продолжал писать и выпустил ещё несколько книг стихов.
Похоронен на Киновеевском кладбище в Петербурге.

## Творчество
В молодости Виктор Ширали был близок с Л. Аронзоном, одним из первых выдающихся поэтов старшего поколения оценившим его и оцененным им. Вместе с В. Кривулиным, Т. Буковской и В. Кривошеевым Ширали издал манифест «конкретной поэзии». Собственный неповторимый голос, свою поэтику Ширали обрел уже к концу 1960-х гг. В 1976 году Т. Г. Гнедич характеризовала Ширали как «поэта талантливого, очень современного, очень ленинградского, <официально изданную> книгу которого давно ждут поклонники его поэзии, а из поэтов, выходящих ныне к широкому читателю, он пользуется наибольшей известностью и популярностью».  Славу поэту принесла прежде всего его тонкая и проникновенная любовная лирика, в которой он выказал себя одним из редких продолжателей пушкинской традиции, которую соединял с традицией французского авангарда (Аполлинер). В эти же годы Ширали знакомится с режиссёром Отаром Иоселиани, высоко оценившим стихи поэта. В их творчестве можно найти немало общего — спонтанность, открытость в восприятии мира «здесь и сейчас», ориентацию на экзистенциальную эстетику. В 1970-е годы, особенно после смерти Л. Аронзона, Ширали «становится едва ли не самым ярким любовным лириком в петербургской поэзии». Вместе с тем, в стихах Ширали всё сильнее звучит и гражданская тема, они отстаивают достоинство личности и слова, право слышать других и звучать самому, как это видно особенно по стихам цикла «Сопротивление». С начала «перестройки» и вплоть до распада СССР в творчестве поэта наступает кризис, но в начале 1990-х, несмотря на то, что Ширали к этому времени теряет былую популярность, голос возвращается к нему, он находит вдохновение в сострадании проходящей через тяжелейший политический, духовный и культурный кризис стране и её людям. В лучших стихах Ширали этого периода глубокий трагизм соединяется с библейскими и христианскими мотивами. Ширали опубликовал две книги прозы — «Всякая жизнь» (1999), «Женщины и другие путешествия» (2006); обе они содержат интереснейшие и живые (порой даже слишком) зарисовки из жизни многих современников, в том числе И. Бродского, Л. Аронзона, С. Довлатова, В. Кривулина, воспоминания о наиболее значимых моментах своей жизни. В 2004 году была издана книга «Поэзии глухое торжество», получившая премию журнала «Нева». Этот том включил и более ранние стихи, и написанные в последнее время, вдохновение для которых поэт черпал в стоянии перед лицом смерти, испытании старостью и болезнями, любви к жене и ближним. Стихи последних лет жизни поэта вошли в сборник «Старость — это не Рим» (2017). В этих стихах Ширали по-новому звучит и религиозная тема, неотделимая, как и прежде, от любовной. Ширали продолжал писать до самых последних дней своей жизни. Большое число его стихов всех периодов посвящено Городу. Это поистине один из самых петербургских из современных поэтов.